# Liste der Nummer-eins-R&B-Alben in den USA (1995)
Dies ist eine Liste der Nummer-eins-Alben in den von Billboard ermittelten Verkaufscharts für R&B-Alben in den USA im Jahr 1995. In diesem Jahr gab es zwanzig Nummer-eins-Alben.
| ← 1994 ← | Liste der Nummer-eins-R&B-Alben in den USA | Liste der Nummer-eins-R&B-Alben in den USA | Liste der Nummer-eins-R&B-Alben in den USA | 1996 →                    |
| \| Zeitraum \| Wo. ges. \| Interpret \| Titel \| Zusätzliche Informationen \| \| (Zeitraum, Wochen auf Platz eins, Interpret, Titel, zusätzliche Informationen) \| \| \| \| \| \| ------------------------------------------------------------------------------ \| -------- \| ---------------------------------- \| -------------------------------------------- \| ------------------------- \| \| 31. Dezember 1994 – 13. Januar 1995 2 Wochen (insgesamt 3) \| 3 \| Kenny G \| Miracles: The Holiday Album[1] \| – \| \| 14. Januar 1995 – 10. Februar 1995 4 Wochen (insgesamt 5) \| 5 \| Mary J. Blige \| My Life[2] \| – \| \| 11. Februar 1995 – 24. Februar 1995 2 Wochen (insgesamt 2) \| 2 \| Too Short \| Cocktails[3] \| – \| \| 25. Februar 1995 – 10. März 1995 2 Wochen (insgesamt 7) \| 7 \| Mary J. Blige \| My Life \| – \| \| 11. März 1995 – 24. März 1995 2 Wochen (insgesamt 2) \| 2 \| DJ Quik \| Safe + Sound[4] \| – \| \| 25. März 1995 – 31. März 1994 1 Woche (insgesamt 8) \| 8 \| Mary J. Blige \| My Life \| – \| \| 1. April 1995 – 28. April 1995 4 Wochen (insgesamt 4) \| 4 \| 2Pac \| Me Against the World[5] \| – \| \| 29. April 1995 – 9. Juni 1995 6 Wochen (insgesamt 6) \| 6 \| Original Motion Picture Soundtrack \| Friday[6] \| – \| \| 10. Juni 1995 – 16. Juni 1995 1 Woche (insgesamt 1) \| 1 \| Original Motion Picture Soundtrack \| Tales from the Hood[7] \| – \| \| 17. Juni 1995 – 7. Juli 1995 3 Wochen (insgesamt 3) \| 3 \| Naughty by Nature \| Poverty’s Paradise[8] \| – \| \| 8. Juli 1995 – 21. Juli 1995 2 Wochen (insgesamt 2) \| 2 \| Michael Jackson \| HIStory – Past, Present and Future Book I[9] \| – \| \| 22. Juli 1995 – 4. August 1995 2 Wochen (insgesamt 2) \| 2 \| Luniz \| Operation Stackola[10] \| – \| \| 5. August 1995 – 11. August 1995 1 Woche (insgesamt 1) \| 1 \| Jodeci \| The Show, the After Party, the Hotel[11] \| – \| \| 12. August 1995 – 1. September 1995 3 Wochen (insgesamt 3) \| 3 \| Bone Thugs-N-Harmony \| E. 1999 Eternal[12] \| – \| \| 2. September 1995 – 13. Oktober 1995 6 Wochen (insgesamt 6) \| 6 \| Original Motion Picture Soundtrack \| The Show[13] \| – \| \| 14. Oktober 1995 – 20. Oktober 1995 1 Woche (insgesamt 1) \| 1 \| Kool G Rap \| 4,5,6[14] \| – \| \| 21. Oktober 1995 – 27. Oktober 1995 1 Woche (insgesamt 1) \| 1 \| Mariah Carey \| Daydream[15] \| – \| \| 28. Oktober 1995 – 3. November 1995 1 Woche (insgesamt 1) \| 1 \| AZ \| Doe or Die[16] \| – \| \| 4. November 1995 – 17. November 1995 2 Wochen (insgesamt 2) \| 2 \| Original Motion Picture Soundtrack \| Dead Presidents[17] \| – \| \| 18. November 1995 – 1. Dezember 1995 2 Wochen (insgesamt 2) \| 2 \| Tha Dogg Pound \| Dogg Food[18] \| – \| \| 2. Dezember 1995 – 15. Dezember 1995 2 Wochen (insgesamt 2) \| 2 \| R. Kelly \| R. Kelly[19] \| – \| \| 16. Dezember 1995 – 29. Dezember 1995 2 Wochen (insgesamt 2) \| 2 \| Original Motion Picture Soundtrack \| Waiting to Exhale[20] \| – \| |                                            |                                            |                                            |                           |
| ← 1994 |                                            |                                            |                                            | → 1996 →                  |
| Zeitraum | Wo. ges.                                   | Interpret                                  | Titel                                      | Zusätzliche Informationen |
| (Zeitraum, Wochen auf Platz eins, Interpret, Titel, zusätzliche Informationen) |                                            |                                            |                                            |                           |
| 31. Dezember 1994 – 13. Januar 1995 2 Wochen (insgesamt 3) | 3                                          | Kenny G                                    | Miracles: The Holiday Album                | –                         |
| 14. Januar 1995 – 10. Februar 1995 4 Wochen (insgesamt 5) | 5                                          | Mary J. Blige                              | My Life                                    | –                         |
| 11. Februar 1995 – 24. Februar 1995 2 Wochen (insgesamt 2) | 2                                          | Too Short                                  | Cocktails                                  | –                         |
| 25. Februar 1995 – 10. März 1995 2 Wochen (insgesamt 7) | 7                                          | Mary J. Blige                              | My Life                                    | –                         |
| 11. März 1995 – 24. März 1995 2 Wochen (insgesamt 2) | 2                                          | DJ Quik                                    | Safe + Sound                               | –                         |
| 25. März 1995 – 31. März 1994 1 Woche (insgesamt 8) | 8                                          | Mary J. Blige                              | My Life                                    | –                         |
| 1. April 1995 – 28. April 1995 4 Wochen (insgesamt 4) | 4                                          | 2Pac                                       | Me Against the World                       | –                         |
| 29. April 1995 – 9. Juni 1995 6 Wochen (insgesamt 6) | 6                                          | Original Motion Picture Soundtrack         | Friday                                     | –                         |
| 10. Juni 1995 – 16. Juni 1995 1 Woche (insgesamt 1) | 1                                          | Original Motion Picture Soundtrack         | Tales from the Hood                        | –                         |
| 17. Juni 1995 – 7. Juli 1995 3 Wochen (insgesamt 3) | 3                                          | Naughty by Nature                          | Poverty’s Paradise                         | –                         |
| 8. Juli 1995 – 21. Juli 1995 2 Wochen (insgesamt 2) | 2                                          | Michael Jackson                            | HIStory – Past, Present and Future Book I  | –                         |
| 22. Juli 1995 – 4. August 1995 2 Wochen (insgesamt 2) | 2                                          | Luniz                                      | Operation Stackola                         | –                         |
| 5. August 1995 – 11. August 1995 1 Woche (insgesamt 1) | 1                                          | Jodeci                                     | The Show, the After Party, the Hotel       | –                         |
| 12. August 1995 – 1. September 1995 3 Wochen (insgesamt 3) | 3                                          | Bone Thugs-N-Harmony                       | E. 1999 Eternal                            | –                         |
| 2. September 1995 – 13. Oktober 1995 6 Wochen (insgesamt 6) | 6                                          | Original Motion Picture Soundtrack         | The Show                                   | –                         |
| 14. Oktober 1995 – 20. Oktober 1995 1 Woche (insgesamt 1) | 1                                          | Kool G Rap                                 | 4,5,6                                      | –                         |
| 21. Oktober 1995 – 27. Oktober 1995 1 Woche (insgesamt 1) | 1                                          | Mariah Carey                               | Daydream                                   | –                         |
| 28. Oktober 1995 – 3. November 1995 1 Woche (insgesamt 1) | 1                                          | AZ                                         | Doe or Die                                 | –                         |
| 4. November 1995 – 17. November 1995 2 Wochen (insgesamt 2) | 2                                          | Original Motion Picture Soundtrack         | Dead Presidents                            | –                         |
| 18. November 1995 – 1. Dezember 1995 2 Wochen (insgesamt 2) | 2                                          | Tha Dogg Pound                             | Dogg Food                                  | –                         |
| 2. Dezember 1995 – 15. Dezember 1995 2 Wochen (insgesamt 2) | 2                                          | R. Kelly                                   | R. Kelly                                   | –                         |
| 16. Dezember 1995 – 29. Dezember 1995 2 Wochen (insgesamt 2) | 2                                          | Original Motion Picture Soundtrack         | Waiting to Exhale                          | –                         |